# ジュリアン・ジョーダン
ジュリアン・ジョーダン (Julian Jordan、1995年8月20日 - ) は、オランダ出身の音楽プロデューサー、DJの音楽アーティストである。

## プロフィール

### 幼少期
幼少期から音楽に興味のあった彼は、5歳の時に音楽学校に入学。そこで10年以上にわたりドラムや電子音楽機器など様々な楽器について学んだ。14歳の頃に最初の曲"Yxalag"をアップロードし、いくつかのレーベルに注目されていた。

### 2012-2015年
2012年(16歳)の時にSpinnin' Recordsと契約を結び、デビューシングルの"Rock Steady"をリリースし、その名を冠した"Rock Steady Radio"をスタートさせた。そしてアメリカの音楽番組MTVより注目すべきアーティストとしての指名を受けた。その後Sander Van Doornとのコラボ曲"Kangaroo"やMartin Garrixとのコラボ曲"BFAM(Brother From Another Mother)"を皮切りにSpinnin' RecordsやSander Van Doornが主宰のDOORNなどからリリースを重ねた。

### 2016-2018年
2016年にはSpinnin'との契約を切り、6月に自身のレーベル「GOLDKID Records」を設立する。従来のハウスに加えポップ路線の曲をリリースするようになり、自身の活動の幅を広げた。またHardwellが主宰のRevealed Recordingsから"Pilot"、2017年にはSTMPD RCRDSからもMartin Garrixとのコラボ曲"Welcome"をリリースしている。
GOLDKID Recordingsから"IT'S JULIAN JORDAN (#1、#2) "や"GODLKID EP(001、002)"などのコンスピレーション・アルバムをリリース。SiksやSteff Da Campo、LOOPERSなど様々なアーティストが参加した。
2018年にはTimmy Trumpetとのコラボ曲"Attention"などをGOLDKID Recordsからリリースし、さらにArmin Van Burrenが主宰のArmada Musicからも"Bounce That"をリリース。Martin Garrixが主宰のSTMPD RCRDSからも"Zero Gravity(with Alpharock)"や"Never Tired Of You"、"Glitch(with Martin Garrix)"などをリリースしている。またTEDでのプレゼンテーション公演を行った。

### 2019年-
2018年11月リリースのTell Me The Truthを皮切りにSeth Hillsとのコラボ曲である"Backfire"やMartin GarrixがUltra Music Festival Miami 2019で流したことで話題となった"Oldskool"などよりダークな印象のバス・ハウスをSTMPD RCRDSからリリースするようになった。自身は2022年にこれらの曲をHyper Houseと定義づけ、2021年10月にリリースされたMartin Garrix、Tinie Tempahとのコラボ曲"Diamonds"など6曲を含むEP"HYPER HOUSE"をリリースしている。
「Hyper House」以外にも2020年にBrooksとコラボした"Without You"や2021年にはGuy Arthurと"Let Me Be The One"をリリースしている。
また、2021年6月にはイタリアのDJであるTeo Mandrelliと歌手のJordan Graceとコラボした"Shout"をリリース。この曲はTears For Fearsの"Shout"をSlap House調にリメイクした作品となっている。
2022年2月にGENERATIONS from EXILE TRIBEのメンバーとして知られる白濱亜嵐とのコラボ曲"Funk"をリリースした。
2022年4月、Martin Garrixとコラボし"Funk"をリリースしている。この曲はMartin Garrixのデビューアルバム"Sentio"の収録曲となった。また同年5月にはSiksとコラボしたJuiceをリリースした。この曲は2019年から"Apple Juice"の名でファンの間に人気のあった未公開曲で、S2O Japan 2019で来日公演した際にも流したため日本ファンの間でもリリースを待ちわびる声が多く上がっていた。

## ディスコグラフィ

### EP
| タイトル      | 詳細                                                                                  |
| ------------- | ------------------------------------------------------------------------------------- |
| GOLDKID EP001 | - 発売日:2017年9月15日 - レーベル:GOLDKID Records - フォーマット:デジタルダウンロード |
| GOLDKID EP002 | - 発売日:2018年6月15日 - レーベル:GOLDKID Records - フォーマット:デジタルダウンロード |
| HYPER HOUSE   | - 発売日:2022年 - レーベル:STMPD RCRDS - フォーマット:デジタルダウンロード            |

### シングル

#### 2011年
- "Travel B" [Suit Records]

#### 2012年
- "Colette" [Be Yourself]
- "Rock Steady" [Spinnin' Records]
- "Oxford"(with TV Noise) [Spinnin' Records]
- "Kangaroo"(with Sander Van Doorn) [Spinnin' Records]

- "BFAM" (with Martin Garrix) [Spinnin' Records]

#### 2013年
- Ramcar [Spinnin' Records]